# Condado de Indiana
El condado de Indiana (en inglés: Indiana County) fundado en 1803 es uno de 67 condados en el estado estadounidense de Pensilvania. En el 2000 el condado tenía una población de 89,605 habitantes en una densidad poblacional de 42 personas por km². La sede del condado es Indiana.

## Geografía
Según la Oficina del Censo, el condado tiene un área total de 2160 km² (834 mi²), de la cual 2147 km² (829 mi²) es tierra y 13 km² (5 mi²) (0.60%) es agua.

### Condados
- Condado de Jefferson (norte)
- Condado de Clearfield (noreste)
- Condado de Cambria (sureste)
- Condado de Westmoreland (sur)
- Condado de Armstrong (oeste)

## Demografía
Según el censo de 2000, había 89,605 personas, 34,123 hogares y 22,251 familias residiendo en la localidad. La densidad de población era de 42 hab./km². Había 37,250 viviendas con una densidad media de 13 viviendas/km². El 96.87% de los habitantes eran blancos, el 1.57% afroamericanos, el 0.08% amerindios, el 0.74% asiáticos, el 0.01% isleños del Pacífico, el 0.16% de otras razas y el 0.58% pertenecía a dos o más razas. El 0.51% de la población eran hispanos o latinos de cualquier raza.

## Localidades

### Boroughs
Armagh |
Blairsville |
Cherry Tree |
Clymer |
Creekside |
Ernest |
Glen Campbell |
Homer City |
Indiana |
Marion Center |
Plumville |
Saltsburg |
Shelocta |
Smicksburg

### Municipios
Armstrong |
Banks |
Black Lick |
Brush Valley |
Buffington |
Burrell |
Canoe |
Center |
Cherryhill |
Conemaugh |
East Mahoning |
East Wheatfield |
Grant |
Green |
Montgomery |
North Mahoning |
Pine |
Rayne |
South Mahoning |
Washington |
West Mahoning |
West Wheatfield |
White |
Young

### Lugares designados por el censo
Black Lick |
Chevy Chase Heights |
Commodore |
Dixonville |
Graceton |
Heilwood |
Jacksonville |
Lucerne Mines |
Rossiter 

### Áreas no incorporadas
Clarksburg |
Home |
Loop |
Wehrum |
West Lebanon 